# Гранатовый альбом
«Гранатовый альбом» — четвёртый студийный альбом российской рок-группы «Сплин», вышедший 1 апреля 1998 года; после него группа приобрела популярность по всей России. Альбом записан в феврале-марте 1998 года в студии «SBI Records».
Ажиотаж перед выходом альбома подогревала реклама со словами «Последняя Легенда Русского Рока» на ОРТ (ныне «Первый канал»). Песня «Орбит без сахара» моментально стала популярной, стремительно взлетев на вершины хит-парадов, превратившись в визитную карточку группы; аналогичную судьбу ждал следующий клип группы на песню «Выхода нет».
Летом, после выхода альбома, Сплин выступили в качестве разогревающей группы на концерте Rolling Stones, проходившего в Москве. В 1998 году «Гранатовый альбом» занял в России 7-е место среди самых продаваемых отечественных альбомах на компакт-дисках и 9-е на компакт-кассетах.

## Список композиций
Слова и музыка всех песен — Александр Васильев.
| №   | Название                   | Длительность |
| --- | -------------------------- | ------------ |
| 1.  | «Весь этот бред»           | 3:06         |
| 2.  | «Достань гранату»          | 4:10         |
| 3.  | «Орбит без сахара»         | 2:17         |
| 4.  | «Приходи»                  | 4:02         |
| 5.  | «Свет горел всю ночь»      | 2:30         |
| 6.  | «Люся сидит дома»          | 3:57         |
| 7.  | «Бог устал нас любить»     | 2:32         |
| 8.  | «Катись, колесо!»          | 2:47         |
| 9.  | «Выхода нет»               | 3:43         |
| 10. | «Коктейли третьей мировой» | 2:52         |
| 11. | «Джим»                     | 2:46         |
| 12. | «Мария и Хуана»            | 8:03         |

| №   | Название          | Длительность |
| --- | ----------------- | ------------ |
| 13. | «Подводная лодка» | 3:43         |

## Участники записи
- Александр Васильев — вокал, слова, гитара
- Александр Морозов — бас-гитара
- Стас Березовский — гитара
- Николай Ростовский — клавишные
- Николай Лысов — ударные инструменты

Приглашённые музыканты
- Николай Ксенофонтов — перкуссия (группа «Квартал»)

## Видеоклипы
| Год  | Клип             | Режиссёр          |
| ---- | ---------------- | ----------------- |
| 1997 | Орбит без сахара | Мичислав Юзовский |
| 1998 | Выхода нет       | Мичислав Юзовский |
| 1998 | Катись, колесо!  | Кирилл Злотник    |

## Критика
Алексей Мажаев в обзоре на сайте InterMedia пишет, что успешный выпуск «Гранатового альбома» — характерная для конца 1990-х годов история: некоторых рок-музыкантов «раскручивали», как поп-звёзд, хотя они совершенно не подстраивались под вкусы публики. Опытные продюсеры определяли, что может «зайти», и помогали рокерам с продвижением и промо. В сущности на диске «полтора хита в попсовом понимании этого термина», но в 1998 году группа «Сплин» «вдруг» появилась везде — на телевидении с клипами, на радио с синглами, на обложках и даже на «разогреве» The Rolling Stones в Москве. В итоге довольно мрачная песня «Выхода нет» стала одним из главных шлягеров сезона, а депрессивный трек «Бог устал нас любить» тоже получил большое распространение. Лидер коллектива Александр Васильев не был ограничен цензурой и самокритикой, поэтому в большинстве текстов обнаруживаются отсылки к наркотической культуре, именно так начинается главный суперхит пластинки «Орбит без сахара». «Мария и Хуана» не относится к таковым, однако её тематика по меркам 2025 года в России тоже не слишком одобряема. На песню «Катись, колесо» был снят клип, но композиция не стала всенародной. 